# هوپ، داربی‌شر
هوپ (به انگلیسی: Hope) یک روستا و محله مدنی در بریتانیا است که در High Peak واقع شده‌است. هوپ ۸۶۴ نفر جمعیت دارد.